# Mon Dua
Mon Dua is een bestuurslaag in het regentschap Nagan Raya van de provincie Atjeh, Indonesië. Mon Dua telt 418 inwoners (volkstelling 2010).